# Ceriana facialis
Ceriana facialis är en tvåvingeart som först beskrevs av Kertesz 1903.  Ceriana facialis ingår i släktet griffelblomflugor, och familjen blomflugor. Inga underarter finns listade i Catalogue of Life.